# Bắc Nha Trang
Bắc Nha Trang là một phường thuộc tỉnh Khánh Hòa, Việt Nam.

## Lịch sử
Ngày 16 tháng 6 năm 2025, Ủy ban Thường vụ Quốc hội ban hành Nghị quyết số 1667/NQ-UBTVQH15 về việc sắp xếp các đơn vị hành chính cấp xã của tỉnh Khánh Hòa năm 2025 (nghị quyết có hiệu lực từ ngày 16 tháng 6 năm 2025). Theo đó, hợp nhất các phường Vĩnh Hòa, Vĩnh Hải, Vĩnh Phước, Vĩnh Thọ và xã Vĩnh Lương, Vĩnh Phương thành phường Bắc Nha Trang.

## Địa lý
Phường Bắc Nha Trang có ranh giới với các xã, phường:
- Phía Bắc giáp với xã Nam Ninh Hòa.
- Phía Nam giáp phường Nha Trang và Tây Nha Trang.
- Phía Tây giáp xã Diên Điền.

Phường có diện tích là 97,04 km², dân số năm 2025 là 128.239 người, mật độ dân số đạt 1.322 người/km².